# Грачен
Грачен или Грачани (грч. Αγιοχώρι, Агиохори) је насељено место у општини Зиљахово у периферији Средишња Македонија, Грчка. Према попису из 2021. године било је 150 становника.
Према бугарском географу и историчару, Василу Канчову, у Грачену је 1900. године живело 420 Словена хришћана. Село је после Балканских ратова имало 282 житеља. Године 1923. насељено је 17 грчких избеглица, али је досељавања грчких избеглица било и раније, јер је у селу 1920. било 407 житеља. На попису из 1928. године Грачен је имао 478 становника. Македонски историчар Тодор Симовски, 1998. године наводи да је Грачен већинско словенско насеље.